# Epignoma ruda
Epignoma ruda är en insektsart som beskrevs av Irena Dworakowska 1972. Epignoma ruda ingår i släktet Epignoma och familjen dvärgstritar.
Artens utbredningsområde är Ghana. Inga underarter finns listade i Catalogue of Life.